# Семюел Гангтінгтон
Семюел Гангтінгтон (16 липня 1731  – 5 січня 1796) батько-засновник Сполучених Штатів, юрист, державний діяч і патріот Американської революції з Коннектикуту. Як делегат Континентального конгресу підписав Декларацію незалежності та Статті Конфедерації. Він також був президентом Континентального конгресу з 1779 по 1781 рік, президентом Сполучених Штатів у Конгресі, зібраному в 1781 році, головним суддею Верховного суду Коннектикуту з 1784 по 1785 рік і 18-м губернатором Коннектикуту з 1786 року до своєї смерті. Він був першим губернатором Сполучених Штатів, який помер під час перебування на посаді.

## Особисте життя

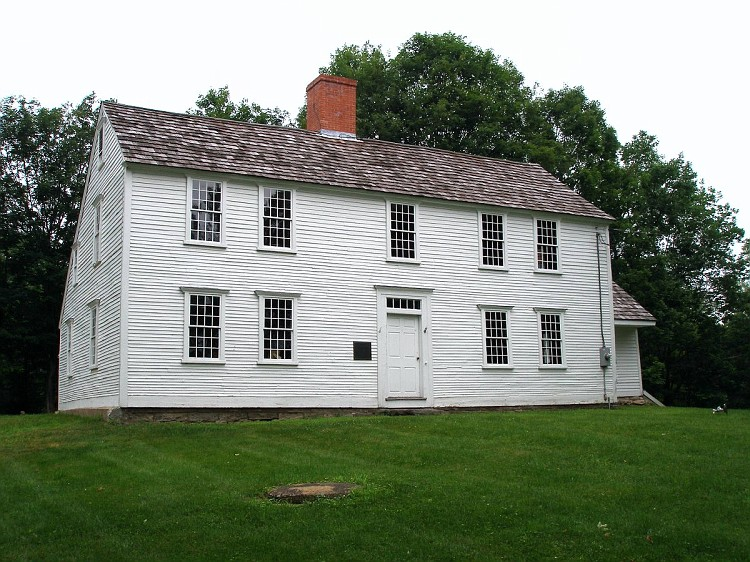
Будинок, де народився Семюель у Шотландії, Коннектикут

Герб Семюела Хантінгтона

Хантінгтон народився в родині Натаніеля та Мехетабель Хантінгтонів 16 липня 1731 року в Віндхемі, колонія Коннектикут (місце його народження зараз знаходиться в Шотландії, штат Коннектикут, який відокремився від Віндхема в 1857 році). Зараз до його будинку можна дістатися з траси 14. Він був четвертим із десяти дітей і найстаршим сином. Мав обмежену освіту в загальноосвітніх школах, потім займався самоосвітою. У 16 років він був учнем бондаря, але також продовжував допомагати батькові на фермі. Освіту отримав з бібліотеки Rev. Ebenezer Devotion і книги, позичені у місцевих юристів.

## Політична кар'єра
Після короткої служби у раді обраних Гантінгтон серйозно розпочав свою політичну кар’єру в 1764 році, коли Норвіч послав його як одного зі своїх представників до нижньої палати Асамблеї Коннектикуту, де він прослужив до 1774 року. У 1775 році він був обраний до верхньої палати — Губернаторської ради, де пропрацював до 1784 року. Крім роботи в законодавчому органі, він був призначений королівським прокурором Коннектикуту в 1768 році, а в 1773 році був призначений до верховного суду колонії, відомого як Верховний суд з питань помилок. Він був головним суддею Верховного суду з 1784 по 1787 рр.
Хантінгтон був відвертим критиком примусових актів британського парламенту. У результаті асамблея обрала його в жовтні 1775 року одним зі своїх делегатів на Другий континентальний конгрес. У січні 1776 року він зайняв своє місце разом з Роджером Шерманом і Олівером Волкоттом у складі делегації Коннектикуту у Філадельфії. Він проголосував і підписав Декларацію незалежності та Статті Конфедерації. Він працював у Конгресі в 1776, 1778-1781 і 1783 роках. Під час роботи в Конгресі він переніс віспу.

## Смерть і спадок
Хантінгтон помер під час перебування на посаді у своєму будинку в Норвічі 5 січня 1796 року. Його могила, яка була ретельно відреставрована у 2003 році, розташована на Старому Норвічтаунському кладовищі за його особняком. Останки Самуеля та його дружини Марти були викопані під час проєкту, а потім повторно поховані під час офіційної церемонії 23 листопада 2003 року.

## Подальше читання
- Gerlach, Larry R. (1977). Connecticut Congressman: Samuel Huntington, 1731–1796. Hartford: Bicentennial Commission. ISBN 0-918676-04-5.
- Dreher, George Kelsey (1995). Longer Than Expected. Midland, Texas: Iron Horse Free Press. ISBN 0-9601000-6-7.